# Stephanie Brock
Pour les articles homonymes, voir Brock.
Stephanie Lee Brock est une chimiste américaine qui est professeure de chimie inorganique à l'Université de Wayne State. Ses recherches portent sur les pnictides métalliques et les nanomatériaux chalcogénures. Elle est membre de l'Association américaine pour l'avancement des sciences et de l'American Chemical Society.

## Formation
Brock a obtenu son diplôme de premier cycle en chimie à l'Université de Washington. Elle était étudiante diplômée à l'Université de Californie à Davis, où elle a étudié les relations structure-propriété dans les composés d'oxyde de pnictide sous la supervision de Susan M. Kauzlarich, avec une thèse intitulée « Synthesis and structure-property relationships of layered pnictide and pnictide oxide compounds of manganese and zinc »,. Au cours de son doctorat, elle a utilisé des mesures de diffraction sur poudre et de susceptibilité magnétique. Brock était associée de recherche postdoctorale à l'Université du Connecticut où elle a travaillé avec Steven Suib sur l'utilisation de matériaux nanocristallins d'oxyde de manganèse.

## Recherche et carrière
En 1999, Brock a rejoint l'Université de Wayne State (WSU) en tant que professeure adjointe au département de chimie et a été promue professeure titulaire en 2009. Ses recherches portent sur le pnictide, les oxydes de pnictide et les chalcogénures. En particulier, Brock s'intéresse à la croissance contrôlée de nanoparticules et de nanostructures fonctionnelles. Elle a démontré que les nanoparticules d'arséniure de manganèse ont des propriétés magnétiques qui dépendent de leur concentration en dopant et offrent un espoir pour la réfrigération magnétique,. 
Brock a également réalisé des procédés sol-gel qui permettent la formation d'auto-assemblages fonctionnels de chalcogénures. Les nanoparticules de type gel de séléniure de cadmium (CdSe) et de sulfure de zinc (ZnS) s'apparentent à un réseau polymère réticulé et peuvent être séchées de manière supercritique pour former des aérogels poreux. Les aérogels ont des surfaces élevées et forment un réseau conducteur avec les propriétés optiques des nanoparticules elles-mêmes. 
Brock est responsable du développement de la microscope électronique à l'Université de Wayne State. Elle est rédactrice en chef adjointe de la revue ACS Materials de l'American Chemical Society. 

## Récompenses et honneurs
- 2001 Prix CAREER de la National Science Foundation (en)
- 2014 Elue Fellow de l'American Chemical Society[8]
- 2012 Elue membre de l'Association américaine pour l'avancement des sciences [9]
- 2013 Wayne State University Gershenson Distinguished Faculty Fellowship Award [10]
- 2019 Prix de mentor exceptionnel de la Wayne State University [11]
- 2020 Intronisée à la Wayne State University Academy of Scholars

## Publications (sélection)
- (en) Jaya L Mohanan, Indika U Arachchige et Stephanie L Brock, « Porous semiconductor chalcogenide aerogels », Science, Amérique septentrionale, AAAS, vol. 307, no 5708,‎ 1er janvier 2005, p. 397-400 (ISSN 0036-8075 et 1095-9203, OCLC 1644869, PMID 15662006, DOI 10.1126/SCIENCE.1104226).
- (en) Da Li, Habib Baydoun, Cláudio N Verani et Stephanie L Brock, « Efficient Water Oxidation Using CoMnP Nanoparticles », Journal of the American Chemical Society, ACS, vol. 138, no 12,‎ 22 mars 2016, p. 4006-4009 (ISSN 0002-7863, 1520-5126 et 1943-2984, OCLC 01226990, PMID 26972408, DOI 10.1021/JACS.6B01543).
- (en) Ye-Zi You, Kennedy K. Kalebaila, Stephanie L. Brock et David Oupický, « Temperature-Controlled Uptake and Release in PNIPAM-Modified Porous Silica Nanoparticles », Chemistry of Materials, ACS, vol. 20, no 10,‎ mai 2008, p. 3354-3359 (ISSN 0897-4756 et 1520-5002, DOI 10.1021/CM703363W).